# 倪德卫
倪德卫（英語：David S. Nivison，1923年1月17日—2014年10月16日），美国汉学家，斯坦福大学荣休教授，对中国古代思想史、西周系年都有深入研究，擅长做文献学精细分析以及哲学的细密思考。

## 生平
倪德卫在哈佛大学获得中文博士学位。他最早的中文老师是杨联陞和洪业。在斯坦福大学，他最初担任中文教授，后来同时受聘于三个系：哲学系、宗教研究系和东亚语言系。他在哲学领域的主要贡献是将分析哲学应用于中国思想的研究。在汉学领域，他的最大贡献之一，是在考古天文学的基础上推算出周朝建立的时间。传统的紀年是公元前1122年，而倪德卫认为是前1040年。倪德卫的代表作有《章学诚的生平及其思想》（1966年）、《西周诸王年代研究》等。他在《纽约时报》发表评论，称“国际学术界将把工程报告撕成碎片”，严厉批评中国学术界所做的夏商周断代工程，引起轩然大波。

## 出版作品
- Nivison, David S., Early Chinese Texts. A Bibliographical Guide (Loewe, Michael, ed.) p.39-47, Berkeley: Society for the Study of Early China, 1993, ISBN 1-55729-043-1.
- Nivison, David S., (倪德衛), The Riddle of the Bamboo Annals (竹書紀年解謎), Taipei (Airiti Press) 2009, ISBN 9789868518216. 內容 三民書局 （页面存档备份，存于）, Airiti Press, Amazon （页面存档备份，存于） or 電子書 （页面存档备份，存于）, 或倪德衛總結這.
- Nivison, David S., 'The Dates of Western Chou', in: Harvard Journal of Asiatic Studies 43 (1983) pp. 481–580.
- Nivison, David S., The Key to the Chronology of the Three Dynasties. The "Modern Text" Bamboo Annals, Philadelphia (Department of Asian and Middle Eastern Studies, University of Pennsylvania) 1999, Sino-Platonic Papers 93. 點 這 （页面存档备份，存于）總結.